# Тимофеев, Пётр Тихонович
Тимофеев Пётр Тихонович (29 июля 1904, Мухино, Задонский уезд, Воронежская губерния, Российская империя — 7 декабря 1969, Черного́рск, Красноярский край) — горный мастер шахты № 7 комбината «Красноярскуголь» Министерства угольной промышленности восточных районов СССР, Красноярский край, Герой Социалистического Труда.

## Биография
Родился 29 июля 1904 года в деревне Мухино Задонского уезда Воронежской губернии, ныне Задонского района Липецкой области, в крестьянской семье. Русский. С 4 лет жил без отца. С 8 лет работал у местного помещика пастухом, помогла матери вести хозяйство. В школе не учился.
В сентябре 1921 году уехал на Донбасс, поступил работать разнорабочим на шахту имени Артёма (г. Шахты Ростовской области). В 1927 году окончил курсы ликбеза при шахте. В 1927—1929 годах проходил срочную службу в Красной Армии. После увольнения в запас вернулся на сою шахту. Работал лампоносом, откатчиком, освоил специальность врубмашиниста. Окончил рабфак.
В дальнейшем работал забойщиком, одновременно окончил курсы горных мастеров. В 1932 году назначен горным мастером. 9 лет работал по этой специальности на шахте им. Артёма. В 1933 год 1-й курс строительного техникума в г. Новочеркасск. Член ВКП(б)/КПСС с 1941 года.
Осенью 1941 года, с приближением гитлеровских частей, был эвакуирован на восток. Был направлен горным мастером на шахту № 7 треста «Хакасуголь» (г. Черногорск). Ударно работал на шахте все военные и первые послевоенные годы.
Указом Президиума Верховного Совета СССР от 28 августа 1948 года за выдающиеся успехи в деле увеличения добычи угля, восстановления и строительства угольных шахт и внедрение передовых методов работы, обеспечивающих значительный рост производительности труда Тимофееву Петру Тихоновичу присвоено звание Героя Социалистического Труда с вручением ордена Ленина и золотой медали «Серп и Молот».
В январе 1949 года был назначен начальником участка той же шахты. С 1950 работал начальником участка шахты № 14, в 1952 году заочно окончил горный техникум.
Депутат Совета Национальностей Верховного Совета СССР 3-го созыва (1950—1954) от Хакасской автономной области.
В январе 1955 года вышел на пенсию, с 1968 — пенсионер союзного значения. Жил в городе Черногорск, ныне — Республика Хакасия.
Скончался 7 декабря 1969 года.